# Costobocios

Mapa de la Dacia romana que muestra costobocios al norte.

Los costobocios (en latín : Costoboci, Costobocae, Castabocae, Coisstoboci, en griego antiguo: Κοστωβῶκοι, Κοστουβῶκοι, Κοιστοβῶκοι) fueron un pueblo que vivía entre las montañas de los Cárpatos y el río Dniéster en la época imperial romana. Durante las guerras marcomanas, invadieron el Imperio romano, en el año 170 o 171 d. C.; saquearon las provincias balcánicas y llegaron a la Grecia central, donde destruyeron el Telesterion. Los romanos los expulsaron finalmente y volvieron a su territorio. Poco después, los asdingos —rama de los vándalos— ocuparon sus tierras y los costobocios desaparecieron de las fuentes históricas, excepto por la mención que hace de ellos Amiano Marcelino alrededor del año 400.

## Etimología
El nombre está atestiguado en una variedad de formas en latín: Costoboci, Costobocae, Castaboci, Castabocae, Coisstoboci y en griego antiguo: Κοστωβῶκοι, Κοστουβῶκοι, Κοιστοβῶκοι.
Según Ion I. Russu, es un nombre tracio compuesto que significa «los que brillan». El primer elemento es el participio pasivo perfecto Cos-to-, derivado de la raíz protoindoeuropea k, ekʷ-, kʷōk̂- «parecer, ver o mostrar», y el segundo elemento se deriva del protoindoeuropeo bhā-, bhō- «brillar», al que se añade el sufijo -k-. Ivan Duridanov lo consideró un nombre dacio de etimología incierta.
Algunos estudiosos argumentan que Costoboci tiene una etimología celta.
N. B. Georgiev considera que todas las etimologías basadas en palabras raíz indoeuropeas (llamadas wurzeletymologien) están «desprovistas de valor científico»: las palabras raíz en sí mismas son reconstrucciones, necesariamente incompletas y pueden tener múltiples descendientes en varios lengguas indoeuropeas. En este caso, el nombre Costoboci podría significar «los que brillan» en idiomas distintos al tracio (por ejemplo, en idiomas iraní o celta ) o podría tener una raíz diferente de las que supuso Russu.

## Territorio

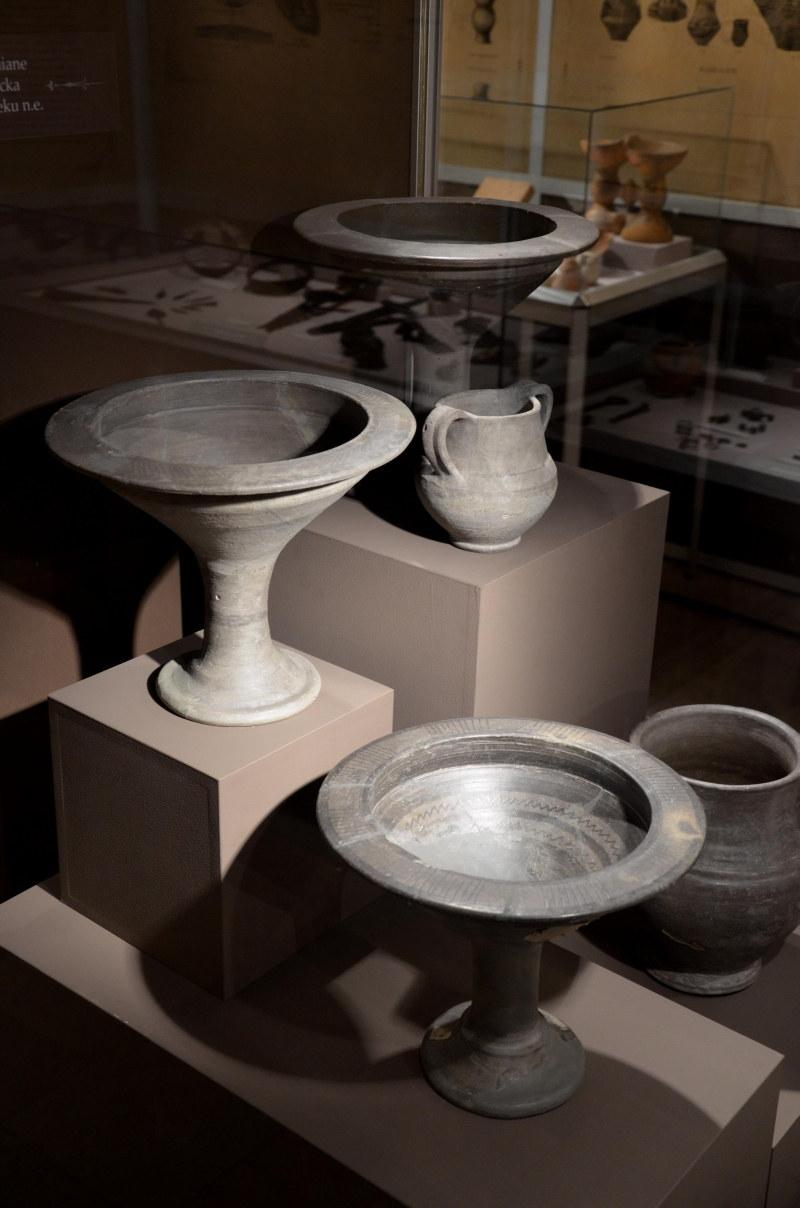
Cerámica del siglo II de la cultura Lipița, asociada por con los Costoboci, Museo Arqueológico de Cracovia.

Se considera que esta tribu habitaba al norte o noreste de la Dacia romana. Algunos consideran que la primera mención conocida de esta tribu se encuentra en la Historia Natural de Plinio el Viejo, publicada hacia el 77 d. C., en la que se afirma que la tribu sármata de los Cotobacchi habitaba el valle del Don inferior. Otros estudiosos han cuestionado esta identificación y consideran que los "Cotobacchi" eran una tribu distinta a los costobocios.
Amiano Marcelino señala que los costobocios vivían entre los ríos Dniéster y Danubio, probablemente al noreste de la antigua provincia romana de Dacia. En su Geografía (publicada entre 135 y 143 d. C.), el geógrafo griego Claudio Ptolomeo indica que los Costoboci habitaban en el noroeste o en el noreste de Dacia. Además, algunos expertos identifican al pueblo que Claudio Ptolomeo denominó Transmontanoi (literalmente: «personas de allende las montañas») y que vivía al norte de los Cárpatos, con los costobocios dacios.

## Cultura material

Las culturas arqueológicas de Europa del Este a finales del siglo I d.C. La cultura Lipiţa se encuentra en la parte norte del área cultural dacia.

Algunos eruditos asocian el Costoboci con la cultura Lipiţa. Roger Batty, reacio a correlacionar la cultura material con la identidad del grupo, argumenta que la cultura Lipiţa pertenecía a un subgrupo de los costobocios o a alguna población que gobernaban. Esta cultura se desarrolló en el lado norte de los Cárpatos en las cuencas del Alto Dniéster y Prut en el último período de La Tène.
Los habitantes de cultura tenían un estilo de vida sedentario y practicaban la agricultura, la cría de ganado, el trabajo del hierro y la alfarería. Los asentamientos no estaban fortificados y contenían edificios con pisos hundidos, edificios de superficie, pozos de almacenamiento, hogares y hornos para ceramica y para pan. Se encontraron cerámica de varios tipos, tanto hechas con torno como hechas a mano, con similitudes en forma y decoración a la cerámica de la Dacia prerromana. Los hallazgos de cerámica de los sitios del norte de Lipiţa en la cuenca superior de Zolota Lypa son similares a los de la cultura Zarubintsy. Los cementerios fueron encontrados cerca de asentamientos. El rito funerario predominante era la cremación, con urnas que contenían cenizas enterradas en fosas comunes, pero también se excavaron varias fosas con entierros.

## Onomástica

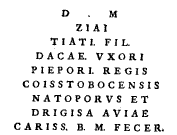
ILS 854 = CIL VI 1801, inscripción en Roma dedicada a Zia o Ziais, la esposa de Pieporus, el rey de los costobocios.

Una inscripción funeraria en lengua latina encontrada en Roma, que se cree que data del siglo II d. C., fue dedicada a Zia o Ziais, la hija de Tiatus y la esposa de Pieporus, un rey de los costobocios. El monumento fue creado por Natoporus y Drigisa, los nietos de Zia. La inscripción fue publicada por primera vez por el italiano Mariangelo Accorso en el siglo XVI, pero está perdida.

### Inscripción
D(is) M(anibus) 
ZIAI
TIATI FIL(iae)
DACAE. UXORI
PIEPORI. REGIS
COISSTOBOCENSIS
NATOPORUS ET
DRIGISA AVIAE
CARISS(imae) B(ene) M(erenti) FECER(unt)

### Traducción
"A los espíritus de los muertos. (Dedicado) a ZIA(IS) la Dacio, hija de TIATUS, esposa de PIEPORUS, rey de los costobocios. NATOPORUS y DRIGISA hicieron (este memorial) para su más querida y bien merecida abuela ". 

### Análisis de nombres
- Drigisa: Nombre tracio[33][34] o dacio[35][36][37][38]. Se considera una variante con el infijo -l- del nombre Drigis(s)a,[33][36][38] el nombre de un veterano romano Aurelius Drigisa de Moesia Inferior y del legionario Titus Aurelius Drigissa de Moesia Superior. El elemento final -gis(s)a es frecuente en onomástica dacia.[37]
- Natoporus: Nombre tracio[39][40] o dacio[41][36][42][43]. Se conoce a un soldado Natopor en varios ostraca encontrados en Mons Claudianus en el este de Egipto.[42][43] Un diploma militar romano se emitió en 127 en Mauritania Caesariensis para un soldado dacio y sus dos hijos, un hijo Nattoporis y una hija Duccidava.[42][43] Es un nombre que termina en -por, un elemento onomástico tracio y dacio frecuente.[44][45][46][47] En un diploma militar emitido en 127 en Germania Inferior, el padre de un soldado dacio se llama Natusis, un nombre formado con el mismo primer elemento nat- y un sufijo -zi- / -si -.[42][43]
- Pieporus: Nombre tracio[48][49] o dacio[44][36][47]. Es un nombre que termina en -por, un elemento onomástico tracio y dacio frecuente.[44][45][46][47]
- Tiatus: Nombre tracio[50][51] o dacio[52][53][54][47]. Tiatus es tal vez un nombre que comienza en thia-, típico de los dacios.[55][56] Un nombre de Tiato está atestiguado en un dipinto fragmentario encontrado en Maximianon, una fortaleza romana en el este de Egipto.[54]
- Zia o Ziais: Nombre tracio[57][58] o dacio[59][53][47]. Zia es un nombre femenino atestiguado en Moesia Inferior.[58][59][47]

## Filiación etnolingüística
La filiación étnica y lingüística de los costobocios es incierta debido a la falta de información. La opinión general es que eran una tribu dacia, de los llamados «dacios libres», no sometidos al gobierno romano. Sin embargo, algunos expertos sugirieron que eran tracios, sármatas, eslavos, germanos, celtas, o dacios con un superestrato celta.

Mapa del imperio romano en el año 125 d.C., que muestra los costobocios al este.

Los datos aducidos en apoyo de las principales hipótesis étnicas pueden resumirse como sigue: 

### Origen dacio
1. Onomástica: la familia de un rey costobocio llamado Pieporus (siglo II) tenía nombres considerados por algunos eruditos como de origen dacio.
2. La rúbrica Dacpetoporiani en la Tabula Peutingeriana ha sido interpretada por algunos estudiosos como una elisón de "Daci Petoporiani" que se cree que significa «Dacios del rey Petoporus».[48][68][69] Schütte argumentó que Petoporus es el mismo Pieporus, el rey de los Costoboci.[70]
3. Arqueología: Los costobocios se han vinculado, en función de su ubicación geográfica, con la cultura Lipitsa.[71][72][73] Las características de esta cultura, especialmente sus estilos de cerámica y sus costumbres de enterramiento, han sido identificadas como dacias por algunos estudiosos,[74][75] y llevan a la conclusión de que los costobocios eran una tribu dacia.[76]
4. Etimología del etnónimo: Según Schütte, el elemento dacio -bokoi también aparece en otra tribu dacia, los sabokoi.[77] Batty argumenta que la cultura Lipitsa no corresponde a los costobocios, porque parece haber desaparecido durante el siglo I a. C., mucho antes del período 100-200 d. C. en el que los documentos señalan que habitaban cerca de Dacia.[78]

### Origen tracio
1. Onomástica: algunos eruditos consideran que los nombres de Pieporus y de sus nietos son nombres tracios (ver Onomástica, más arriba).
2. Arqueología: Según Jazdewski, en el período romano temprano, en el Alto Dniéster, las características de la cultura Lipitsa indican a los tracios étnicos estaban bajo una fuerte influencia cultural celta, o que simplemente habían absorbido los componentes étnicos celtas.[79]
3. El hecho de que la reina Zia esté caracterizada específicamente como "dacia" puede indicar que Pieporus y los costobocios no eran dacios en sí mismos.

### Origen céltico
1. El nombre Costoboci es considerado por algunos estudiosos como de etimología celta. Identifican su nombre como una corrupción de coto, una raíz celta que significa "viejo" o "torcido" (cf. Cotini, una tribu celta oriental en la misma región de los Cárpatos; Cottius, un rey de los Taurini, celtas en los Alpes occidentales. Una variante manuscrita de Plinio registra el nombre Costoboci como Cotoboci). Sin embargo, Faliyeyev sostiene que, si bien es posible, una derivación celta es menos probable que una "autóctona".[80]
2. Durante el período 400-200 aC, Transilvania y Besarabia vieron un asentamiento celta intensivo, como lo demuestran las fuertes concentraciones de los cementerios de tipo La Tène.[81] Transilvania central parece haberse convertido en un enclave celta o un reino unitario, según Batty.[82] Ptolomeo menciona 3 tribus como presentes en Transilvania: (oeste a este): la tauriscos, anartes y costobocios.[83] Los primeros dos son generalmente considerados por los estudiosos como de origen celta.
3. La cultura lipitsa muestra numerosas características celtas.[84][79]

### Origen escita-sármata
Según algunos estudiosos, los costobocios no eran un grupo sedentario, sino una cultura seminómada basada en caballos de estepa de carácter escito-sarmatiano. Esta hipótesis fue propuesta originalmente por el eminente erudito clásico alemán del siglo XIX, Theodor Mommsen.
1. La tribu llamada Cotobacchi (o Cotoboci u otras variantes) aparece en una lista de tribus sármatas en la Historia Naturalis de Plinio,[86] algunos consideran referirse a los costobocios.[11][12][13][14] Sin embargo, Russu y otros eruditos consideran que los Cotobacchi son un grupo distinto, ajeno a los costobocios.[15][87]
2. El tratado de Ammianus Marcellinus (ca, 400 d.C.), de que una región de las estepas del norte póntico estaba habitada por "los alanos europeos, los costobocaee e innumerables tribus escitas".[88] Según algunos estudiosos, la región a la que se hace referencia es la estepa completa entre el Danubio y el río Don y el pasaje identifica a Costobocae como un pueblo iraní de estepa nómada.[85][11][13][14] Sin embargo, otros estudiosos argumentan que la región mencionada es mucho más pequeña, que entre el Danubio y Dniéster.[8][18]
3. La presencia, en toda la región identificada por los antiguos geógrafos como habitada por los Costoboci (suroeste de Ucrania, el norte de Moldavia y Besarabia), intercalada entre los sitios de cultivos de cremación sedentaria como Lipitsa, de distintos cementerios de inhumación de estilo sarmatiano que datan del primero y segundo. siglos d.C.[89]
4. Una inscripción encontrada en el Santuario de los Misterios en Eleusis en Grecia, que se cree que fue tallada por sacerdotes después de que este templo fue saqueado por los costobocios durante su invasión de 170/171. La inscripción se refiere a los "crímenes de los sármatas". Algunos estudiosos argumentan que esto prueba que los costobocios eran sarmatianos.[90][91] Sin embargo, otros estudiosos sugieren que el nombre de los sármatas se usó como un término general para los asaltantes que cruzaban el Danubio inferior,[61][92] o que atestigua una invasión conjunta de costobocios y sármatas.[93][94]

## Conflicto con Roma

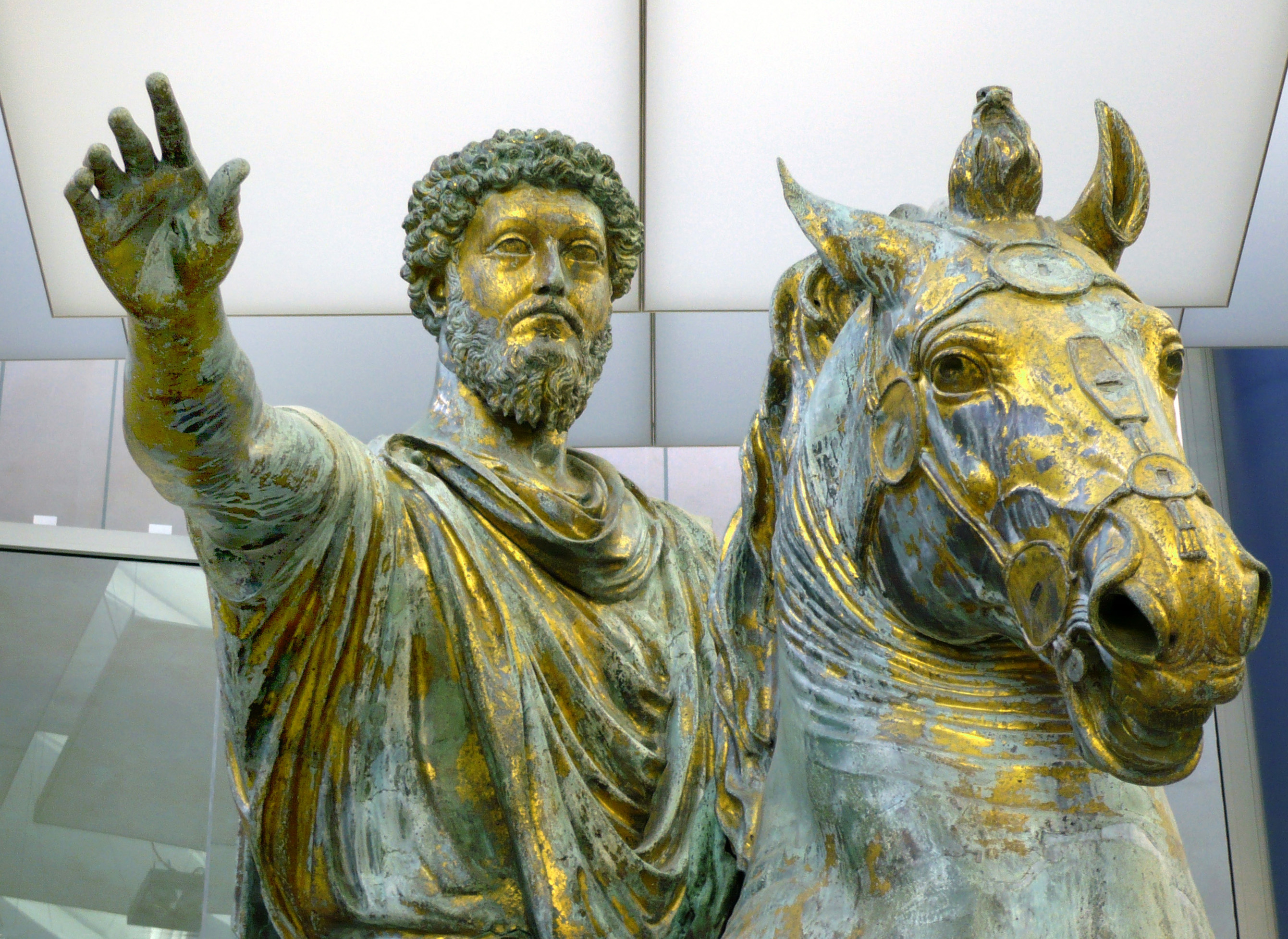
Estatua ecuestre de Marco Aurelio. Erigida en 176 o 177 para conmemorar sus campañas en las fronteras del norte.

Durante el gobierno de Marco Aurelio, el Imperio romano libró las guerras marcomanas, una lucha vasta y prolongada contra marcomanos, cuados y otras tribus que habitaban a lo largo del Danubio medio. Posteriormente, los costobocios se unieron a la coalición antirromana.

### La invasión de 170/171.

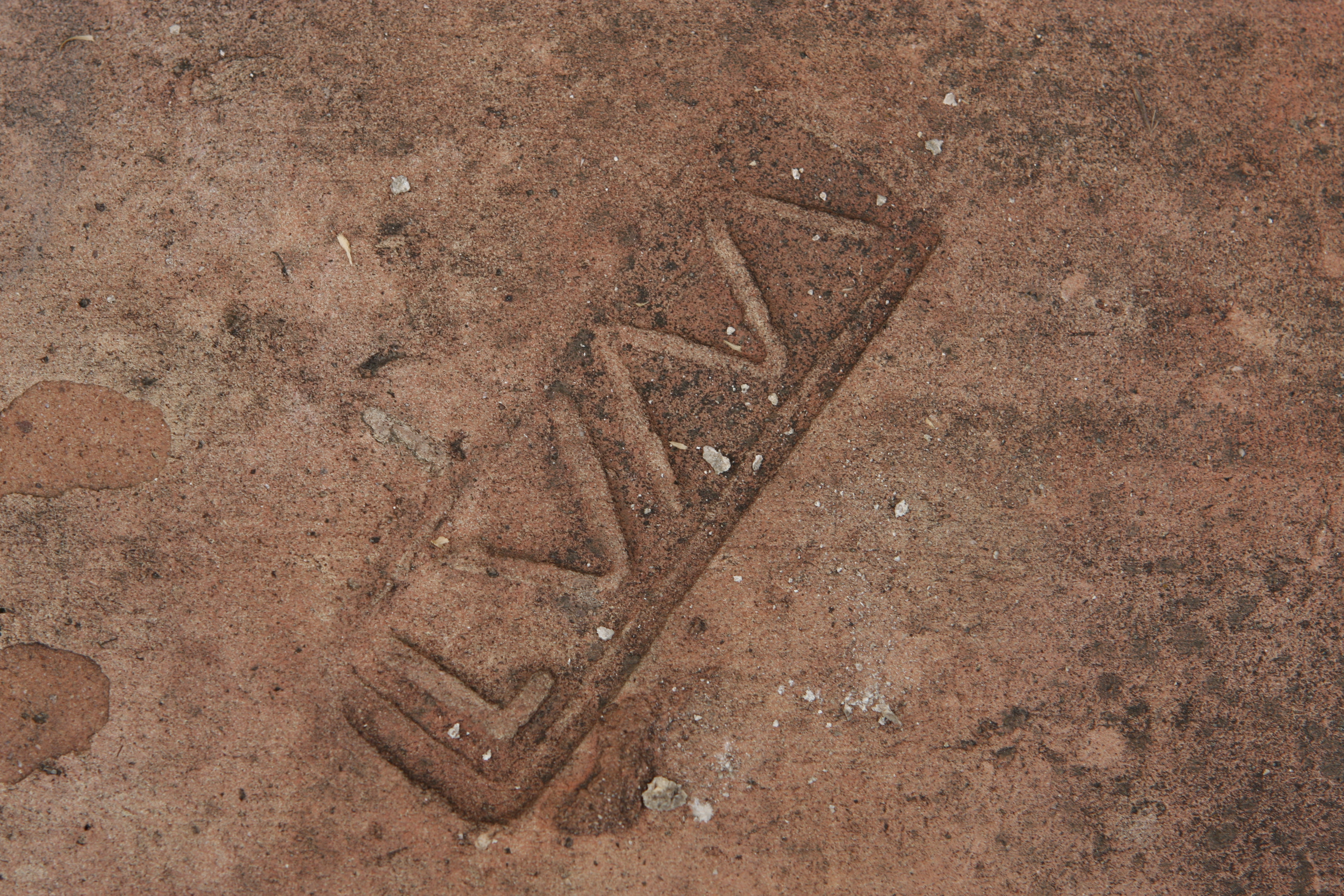
Marca de la Legio V Macedonica hecha en un ladrillo en Potaissa

En el año 167 d. C., la V legión macedçonica, que regresaba de la guerra romano-parta de 161-166, trasladó su cuartel general de Troesmis, en Moesia Inferior, a Potaissa en la Dacia Porolissensis, con el fin de defender las provincias dacias de las incursiones marcomanas. Otras unidades auxiliares de Moesia Inferior participaron en las campañas del Danubio medio, dejando algo desprotegidas las defensas de la frontera del Danubio inferior. Los costobocios aprovecharon la oportunidad e invadieron el territorio romano en 170 o 171. Al encontrar poca oposición, saquearon y corrieron las provincias de Moesia Inferior, Moesia Superior, Tracia, Macedonia y Acaya.

#### Norte de los Balcanes
Al cruzar el Danubio, los costobocios incendiaron un distrito de Histria que fue abandonado. Atacaron Callatis, cuyas murallas hubieron de ser reparadas tras el asalto. Dos inscripciones funerarias descubiertas en Tropaeum Traiani en Moesia Inferior conmemoran a los romanos muertos en las incursiones enemigas: Lucius Fufidius Iulianus, un decurión y duoviri de la ciudad, y un hombre llamado Daizus, hijo de Comozous. Una vexillatio hecha de destacamentos de las legiones I Italica y V Macedonica se desplegó en Tropaeum en esta época, tal vez para defenderla de estos ataques. Los asaltantes se encaminaron hacia el oeste y alcanzaron Dardania. Se ha descubierto una lápida en Scupi en Moesia Superior dedicada a Timonius Dassus, un decurión de la cohorte auxiliar romana II Aurelia Dardanorum, quien cayó en combate contra los costobocios. La ofensiva de estos continuó hacia el sur: cruzaron Macedonia y llegaron hasta Grecia.

#### Grecia
En su descripción de la ciudad de Elatea en el centro de Grecia, el escritor de viajes Pausanias de Lidia mencionó un incidente relacionado con la resistencia local contra los costobocios:

Los costoboces, un ejército de bandidos, en mi tiempo, después de recorrer toda Grecia, llegaron a Elatea. Un cierto Mnesibulo reunió algunas tropas, luchó contra los bárbaros, y aunque mató a muchos, pereció. Este Mnesibulo mismo que fue varias veces ganador en la Olimpiada en la carrera y en la doble carrera con escudo. Una estatua de bronce de él se erigió en el camino cerca de la ciudad de Elatea que certifica sus victorias
τὸ δὲ Κοστοβώκων τε τῶν λῃστικῶν τὸ κατ᾽ ἐμὲ τὴν Ἑλλάδα ἐπιδραμὸν ἀφίκετο καὶ ἐπὶ τὴν Ἐλάτειαν: ἔνθα δὴ ἀνὴρ Μνησίβουλος λόχον τε περὶ αὑτὸν ἀνδρῶν συνέστησε καὶ καταφονεύσας πολλοὺς τῶν βαρβάρων ἔπεσεν ἐν τῇ μάχῃ. οὗτος ὁ Μνησίβουλος δρόμου νίκας καὶ ἄλλας ἀνείλετο καὶ Ὀλυμπιάδι πέμπτῃ πρὸς ταῖς τριάκοντά τε καὶ διακοσίαις σταδίου καὶ τοῦ σὺν τῇ ἀσπίδι διαύλου: ἐν Ἐλατείᾳ δὲ κατὰ τὴν ὁδὸν τοῦ δρομέως Μνησιβούλου χαλκοῦς ἕστηκεν ἀνδριάς.
Pausanias de Lidia, Descripción de Grecia, X, 34, 5.

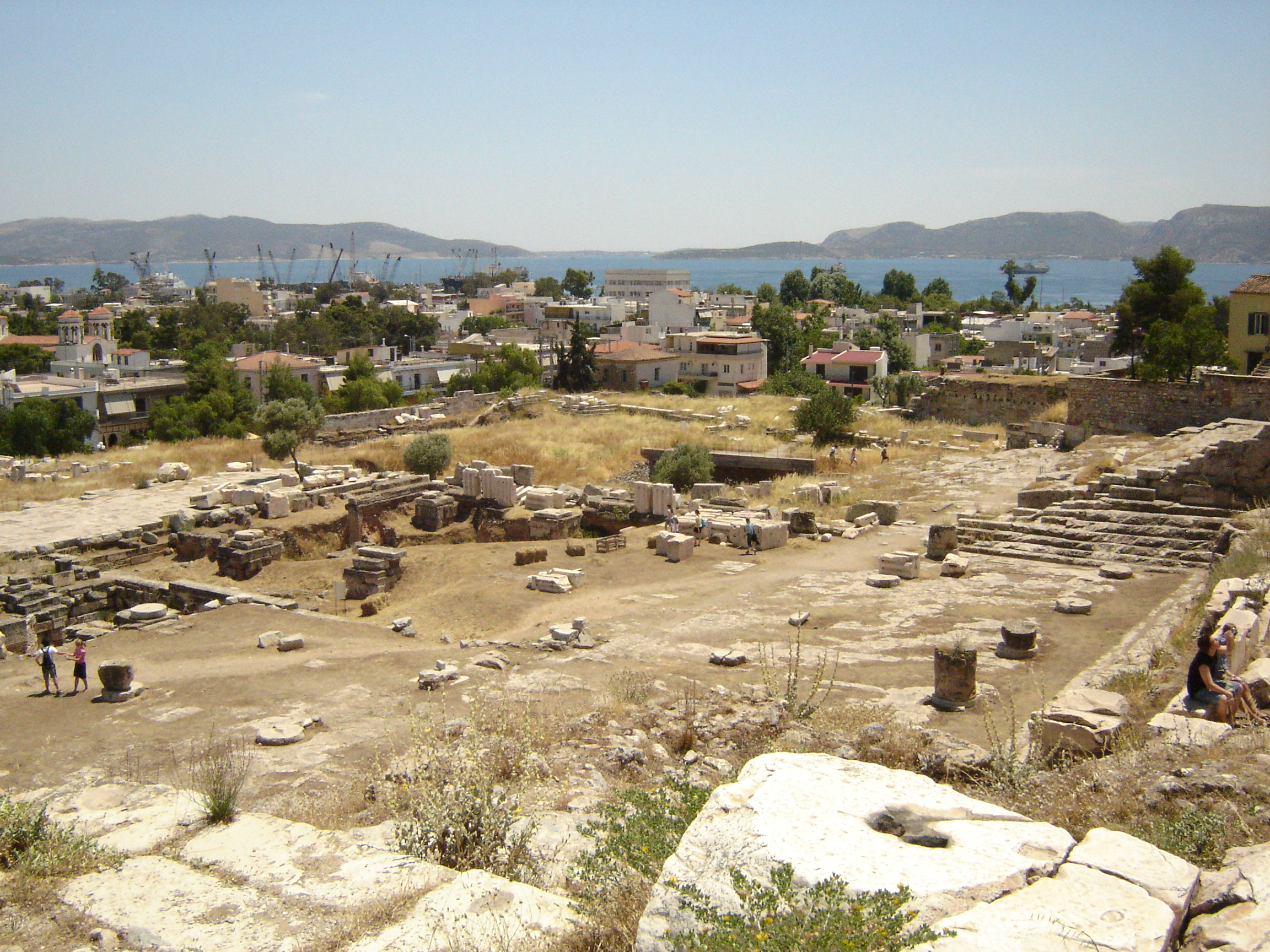
Ruinas en Eleusis. Vista sobre el sitio de excavación hacia el Golfo Sarónico.

A partir de entonces, los bárbaros llegaron a Atenas, donde saquearon el famoso santuario de los misterios eleusinos en Eleusis. En mayo o junio 171, el orador Aelius Aristides pronunció un discurso público en Esmirna, lamentando el daño infligido al lugar sagrado. Tres inscripciones locales elogian a un sacerdote elusiniano por salvar los secretos del ritual.
A pesar de que la invasión perdió fuerzas, la resistencia local seguía siendo insuficiente y el procurador Lucius Iulius Vehilius Gratus Iulianus fue enviado a Grecia con un vexillatio para eliminar los restos de los invasores. Así los costobocios fueron derrotados.

#### Dacia
En el mismo período, los costobocios pueden haber atacado a la Dacia. Una mano de bronce dedicada a Júpiter Dolichenus por un soldado de una cohorte estacionada en Dacia fue encontrada en Myszków en Ucrania occidental. Se ha aventurado que puede ser parte del botín de una incursión costobocia. Otros sugieren que fue durante este período turbulento cuando los familiares del rey Pieporus fueron enviados a Roma como rehenes.

### La venida de los vándalos
Poco después del año 170 d. C., los vándalos asdingos, acaudillados por sus reyes Raus y Raptus, llegaron a las fronteras del norte de Dacia romana y ofrecieron a los romanos su alianza a cambio de subsidios y tierras. Sextus Cornelius Clemens, gobernador de la provincia, rechazó sus demandas, pero los alentó a atacar a los problemáticos costobocios mientras ofrecía protección para sus mujeres y niños. Los asdingos ocuparon el territorio de los costobocios, pero pronto fueron atacados por otra tribu vándala, la de los lacringos. Tanto los asdingos como los lacringos acabaron coligándose con los romanos, lo que les permitió a estos centrarse en librar las guerras marcomanas en el curso medio del Danubio. Los estudiosos indican que los restos de la tribu debieron de ser sometidos por los vándalos o huyeron y buscaron refugio bien en los territorios vecinos de los carpos o bien en la provincia romana de Dacia.